# Sericita
Sericita är en kommun i Brasilien.   Den ligger i delstaten Minas Gerais, i den sydöstra delen av landet, 800 km sydost om huvudstaden Brasília. Antalet invånare är 7 125.
Omgivningarna runt Sericita är huvudsakligen savann. Runt Sericita är det ganska glesbefolkat, med 32 invånare per kvadratkilometer.